# Ilam
Ilam (in curdo Îlam‎; in persiano ایلام‎) è una città dell'altopiano del Kurdistan nell'Iran occidentale, mi capoluogo della provincia di Ilam e dello shahrestān omonimo. Secondo il censimento, nel 2016 aveva una popolazione di 194.030. A est della città si trova la catena montuosa di Kabir Kuh, a ovest il confine con l'Iraq.